# 1. orožniški polk (Avstrijsko cesarstvo)
1. orožniški polk je bil polk avstrijskega orožništva.

## Zgodovina
Polk je bil ustanovljen 18. januarja 1850, pri čemer je bil zadolžen za področje Zgornje in Spodnje Avstrije ter Salzburško.
V sklopu reorganizacije, ki jo je 11. julija ukazal notranji minister in 8. avgusta 1860 nato še generalni inšpektor orožništva, je bil polk zadolžen za področje Spodnje in Zgornje Avstrije, Salzburško, Štajersko in Koroško, pri čemer je polkovni štab ostal garniziran na Dunaju.
Polk je bil razpuščen v reorganizaciji leta 1866, ko so razpustili vse polke in ustanovili deželna orožniška poveljstva.